# Boscotrecase
Boscotrecase – miejscowość i gmina we Włoszech, w regionie Kampania, w prowincji Neapol.
Według danych na rok 2004 gminę zamieszkiwało 10 638 osób, 1519,7 os./km².